# Кайюань (Юньнань)
Кайюань (кит. спр. 开远市, піньїнь: Kāiyuǎn Shì) — місто-повіт в південнокитайській провінції Юньнань, Хунхе-Хані-Їська автономна префектура.

## Географія
Кайюань розташовується на півдні Юньнань-Гуйчжоуського плато — висота понад 1000 метрів над рівнем моря нівелює спекотний клімат низьких широт.

### Клімат
Місто знаходиться у зоні, котра характеризується океанічним кліматом субтропічних нагір'їв. Найтепліший місяць — червень із середньою температурою 23.7 °C (74.7 °F). Найхолодніший місяць — січень, із середньою температурою 12.4 °С (54.3 °F).
| Клімат Кайюаня          | Клімат Кайюаня | Клімат Кайюаня | Клімат Кайюаня | Клімат Кайюаня | Клімат Кайюаня | Клімат Кайюаня | Клімат Кайюаня | Клімат Кайюаня | Клімат Кайюаня | Клімат Кайюаня | Клімат Кайюаня | Клімат Кайюаня | Клімат Кайюаня |
| Показник                | Січ.           | Лют.           | Бер.           | Квіт.          | Трав.          | Черв.          | Лип.           | Серп.          | Вер.           | Жовт.          | Лист.          | Груд.          | Рік            |
| Середній максимум, °C   | 15,4           | 17,7           | 21,7           | 24,5           | 25,4           | 24,7           | 24,5           | 24,3           | 23,4           | 20,9           | 17,9           | 15,7           | 21,3           |
| Середня температура, °C | 12,4           | 14,5           | 18,2           | 21,4           | 23,3           | 23,7           | 23,5           | 22,9           | 21,7           | 19,3           | 15,8           | 12,6           | 19,1           |
| Середній мінімум, °C    | 3,6            | 5,1            | 8,1            | 11,7           | 15,3           | 16,9           | 17             | 16,2           | 14,9           | 12,3           | 8,3            | 4,4            | 11,2           |
| Норма опадів, мм        | 13.3           | 18.2           | 24.3           | 45.4           | 96.4           | 133.1          | 164.1          | 159.1          | 100            | 63.5           | 42.4           | 15.8           | 875.6          |
| Днів з опадами          | 5,8            | 5,3            | 5,8            | 9,8            | 13,7           | 18,1           | 21,2           | 21,4           | 16,1           | 13,3           | 9,1            | 6,7            | 146,3          |
| Вологість повітря, %    | 76.8           | 73.1           | 67.9           | 68.9           | 73             | 79.6           | 81.8           | 81.5           | 81.1           | 80.9           | 80             | 77.3           | 76.8           |
| ----------------------- | -------------- | -------------- | -------------- | -------------- | -------------- | -------------- | -------------- | -------------- | -------------- | -------------- | -------------- | -------------- | -------------- |
| Джерело: Weatherbase    |                |                |                |                |                |                |                |                |                |                |                |                |                |